# Sumerische Königsliste

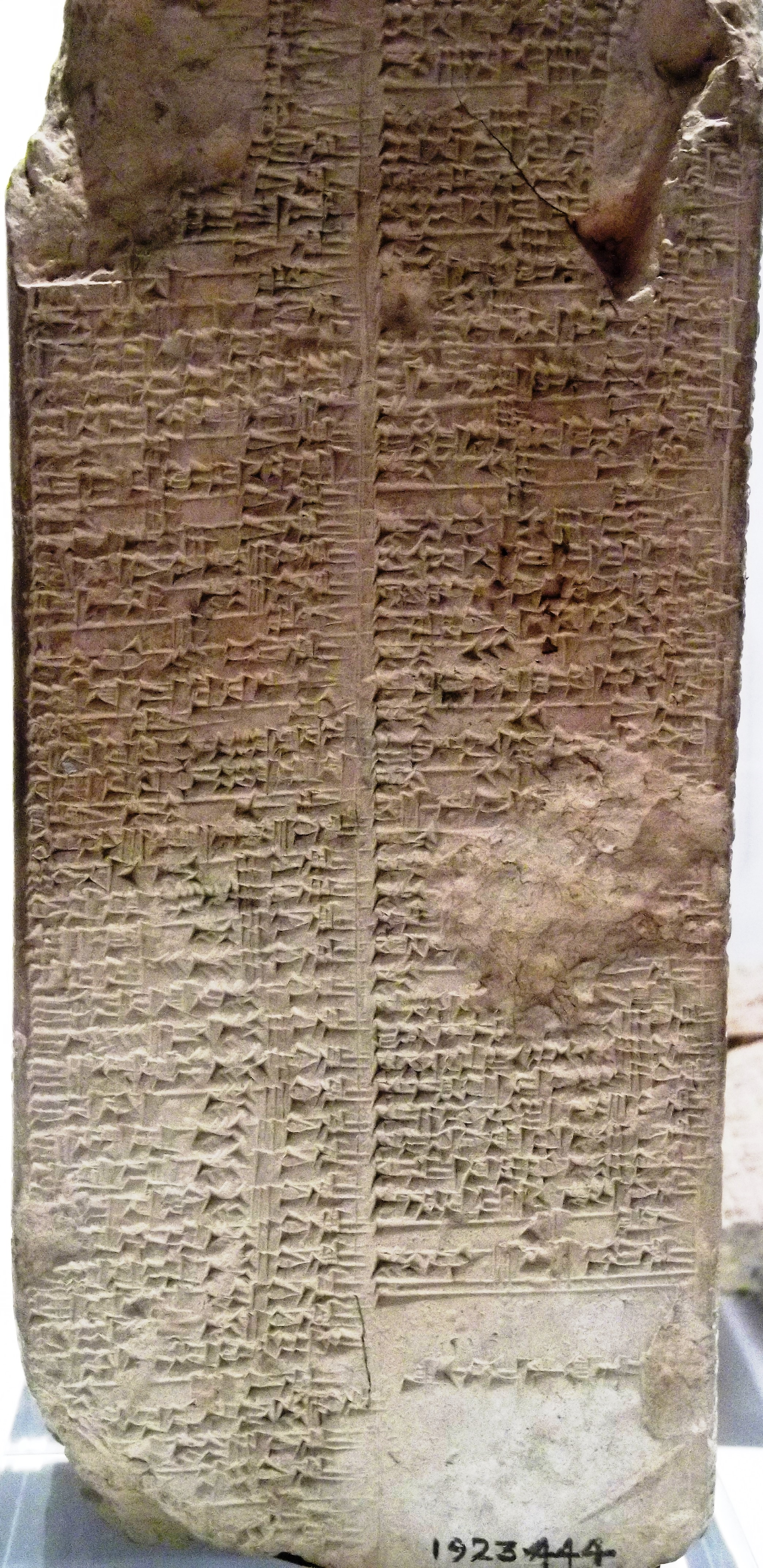
Das Weld-Blundell-Prisma mit der sumerischen Königsliste, ca. 1800 v. Chr., Ashmolean Museum, Oxford

Die sumerische Königsliste (abgekürzt auch SKL) ist ein antikes sumerisches Werk, das sumerische und akkadische Herrscher aus der Zeit vom Ende des vierten bis zum Beginn des zweiten Jahrtausends v. Chr. mit Namen, Herrschaftsort und Dauer der jeweiligen Regentschaft enthält. Vermutlich diente sie dazu, die Hoheitsansprüche verschiedener Königreiche und Stadtstaaten im südlichen Mesopotamien zu untermauern. Niedergeschrieben ist sie in sumerischer Sprache auf dem Weld-Blundell-Prisma, einem Keilschrift-Tonquader. Die Abfassung der sumerischen Königsliste wird frühestens in die Regierungszeit des Utuḫengal (Ende des dritten Jahrtausends v. Chr.), spätestens in die Isin-Epoche (Anfang des zweiten Jahrtausends v. Chr.) datiert.
Die Liste enthält auch eine Erwähnung der Sintflut:

„… Und dann kam die Flut. Nach der Flut kam das Königtum vom Himmel herab. Und das Königtum war in Kiš. …“